# Piper zarumanum
Piper zarumanum är en pepparväxtart som beskrevs av William Trelease. Piper zarumanum ingår i släktet Piper och familjen pepparväxter. Inga underarter finns listade i Catalogue of Life.